# 吳蔡美香國家賠償案
吳蔡美香國家賠償案為一起由檢察機關對死者家屬作出國家賠償案例。吳蔡美香之女吳玲玲留下字條後離家自此再無音訊，吳蔡美香為尋找愛女長達1年7個月的時間高舉自製海報穿梭大台北地區人潮密集處，但士林地檢署行政疏失導致吳玲玲的屍體早被當成無名屍下葬，吳蔡美香得知後傷痛欲絕並提起國家賠償究責。

## 事件經過
2007年12月27日，吳蔡美香的女兒吳玲玲任職行政院主計處電子處理資料中心資料處理組助理設計師，已婚並育有一女。吳玲玲在台北市中正區連雲街家中留下紙條「媽媽，我要出去走走，一會兒就回來了」，離家後行蹤不明。吳蔡美香向警察局備案後仍無音訊，遂高舉自製海報穿梭台北捷運龍山寺站等大台北地區人潮密集處，盼能有人能提供尋人線索。
2008年2月14日，吳蔡美香至法務部調查局辦理無名遺體DNA比對。
2008年5月，吳蔡美香致電法務部法醫研究所詢問是否發現吳玲玲，法醫所表示尚未尋獲。
2008年7月30日，鳳凰颱風過境後，一名清潔人員在台北縣八里鄉淡水河發現一具無頭、無手掌的女屍。
2008年10月，由法醫所鑑定女屍死因，不過檢察官和法醫所未將DNA移送調查局比對。
2008年10月29日，台北縣政府警察局依《臺北縣處理無名屍體自治條例》規定进行無名屍公告，為期25日；公告期滿無人認領，女屍依《臺北縣處理無名屍體自治條例》規定轉送臺北縣立殯儀館以無名屍埋葬。
2009年3月12日，無收到相關單位將此無名屍DNA建檔。
2009年3月31日，吳玲玲遺體公告期滿無人認領，台北縣立殯儀館依法以無名屍下葬。
2009年8月4日，吳蔡美香接獲台北縣政府警察局蘆洲分局龍源派出所通知：「法醫研究所通知2008年7月30日發現之八里無名屍體，經DNA比對為吳玲玲。」
2009年8月5日，吳蔡美香接獲台北縣政府警察局蘆洲分局通知：「吳玲玲已於2009年3月31日下葬。」

## 法院審理
2010年5月，吳蔡美香針對與該案相關四個單位臺灣士林地方法院檢察署、法務部調查局、法務部法醫研究所、台北縣政府警察局蘆洲分局提起國賠訴訟，要求賠償精神撫慰金新臺幣30萬元、尋人費用新臺幣15萬元。臺灣士林地方法院士林簡易庭認定士林地檢署相驗程序有疏失，判決應賠償吳蔡美香財產損害新台幣5萬元。吳母與士林地檢署不服一審判決，均提起上訴。
2011年5月9日，臺灣士林地方法院二審認為，吳蔡美香尋女期間身心飽受折磨，有理由求償精神撫慰金，故判決士林地檢署應再賠償吳蔡美香精神撫慰金新台幣20萬元，判決因不可上訴第三審而定讞。

## 監察院調查
2011年10月12日，監察委員吳豐山、黃武次調查吳玲玲被以無名女屍埋葬案，發現吳蔡美香於2007年吳玲玲失蹤後即赴調查局進行DNA採樣，但吳玲玲屍體被發現後鑑定機關漏未檢送其DNA資料，導致吳玲玲屍體被以無名屍埋葬。監察院通過決議，認定法務部有以下疏失：
- 未督促所屬研修法令及釐清業務分工。
- 要求檢察官相驗時應採集檢體送調查局鑑定無名遺體DNA型別及建檔，但未建立明確的作業流程及稽核機制。
- 整合無名遺體DNA鑑定業務，統一由法醫研究所辦理，但未考量法醫研究所人力及軟硬體設備建置情形。

2011年10月13日，監察院公告糾正法務部。

## 影響

### 無名屍檢驗改由單一窗口
以往法務部將無名屍DNA鑑定比對業務分由三個單位辦理：
- 法務部法醫研究所負責無名屍DNA鑑定。
- 法務部調查局負責無名屍家屬之DNA鑑定。
- 地檢署檢察官負責轉送法醫所之無名屍DNA鑑定結果給調查局比對。

2009年1月，台大醫學院法醫學研究所教授李俊億借調擔任法務部法醫研究所所長，發現DNA鑑定機關事權不一、且未建立明確之作業流程，法醫所的人手也有不足的情形；因此李俊億向法務部部長王清峰提出報告，針對上述兩個問題進行改革。
2009年8月，法務部法醫研究所比對出吳蔡美香與吳玲玲DNA之親子關係，證實單一窗口確能改善效能、提供更好服務。
2010年12月7日，法務部修訂《臺灣高等法院檢察署所屬各地方法院及其分院檢察署相驗案件處理要點》第12點，將無名屍體DNA鑑驗工作統由法務部法醫研究所專責管理。

## 後續
因吳玲玲屍體被發現時斷頭、斷手，吳蔡美香無法接受「非他殺」的說法，多次向士林地檢署陳情；經檢察官多次調閱、審閱相關卷證資料，皆未發現他殺嫌疑，認定吳玲玲屍體頭手斷離應是泡水過久、水流沖刷撞擊所致。

## 註腳
1. ↑  士林簡易庭法官  陳介源. . 司法院. 2010-05-28  [2013-08-28] （中文（臺灣））.[永久]
2. 1 2 3  . 蘋果日報.
3. ↑  吳玲玲.  (PDF). 行政院主計處. 2007  [2019-06-08]. （原始内容存档 (PDF)于2017-11-18） （中文（臺灣））. 本文由行政院主計處電子處理資料中心資料處理組助理設計師吳玲玲提供。
4. ↑  袁志豪. . 聯合報. 2008-02-14 （中文（臺灣））.
5. ↑  姜炫煥. . 聯合報. 2011.05.31 02:53.
6. ↑  民事第一庭審判長法官俞慧君、法官陳梅欽、法官林政佑. . 司法院. 2010-05-28  [2013-08-28] （中文（臺灣））.[永久]
7. ↑  姜炫煥. . 聯合報. 2011-05-31 （中文（臺灣））.
8. ↑  . 監察院.
9. ↑  《監察院公報》第2781期第17至22頁，監察院「院台司字第1002630304號公告」。
10. ↑  .   [2019-06-29]. （原始内容存档于2019-06-29）.

## 外部連結
- 失蹤人口處理作業流程圖(P.11)、無名屍作業流程圖(P.12)
- 國內對無名屍體DNA建檔比對事權不一 影響民眾權益監察院糾正法務部[永久]
- 糾正案文
- 調查意見[永久]